# 恐狼
恐狼是一種已滅絕的犬科動物，生活於更新世晚期至全新世早期，約距今12萬5千年至1萬年前。牠們曾廣泛分布於北美洲及南美洲，其首具化石於1854年發現，並於四年後正式命名。目前已知恐狼有兩個亞種：Aenocyon dirus dirus 與 Aenocyon dirus guildayi，其中化石最為豐富的出土地點為美國加利福尼亚州洛杉磯的拉布雷亞瀝青坑。
恐狼的化石分布廣泛，涵蓋北美的平原、草原、部分森林與山區，以及南美的乾燥稀樹草原。發現地點的海拔從海平面至2,255公尺（約7,400英尺）皆有紀錄。然而，在北纬42度线以北的地區，牠們的出現極為稀少，目前僅有五筆尚未確認的化石紀錄。這樣的分布限制可能與當時冰河時期存在的勞倫泰德冰蓋與科迪勒拉冰蓋所造成的氣候、獵物資源匱乏或棲地條件不利等因素有關。
就體型而言，恐狼與現今體型最大型的灰狼亞種（如阿拉斯加內陸狼與馬更歇狼）相當。C. d. guildayi 的平均體重約為60（132磅），而 C. d. dirus 則達68（150磅）。顱骨與齒列近似灰狼，但強壯的頜骨與較大的牙齒顯示恐狼擁有所有犬屬中最強的咬合力。較強的咬合力使得恐狼更有能力獵捕更新世巨型動物群，包括當時同樣棲息於北美洲的加州西方野馬、地懶、乳齒象、古風野牛與擬駝。可能像現今的犬屬頂級掠食者一樣是採群體獵食的形式。
恐狼於第四紀滅絕事件時期消失，與許多北美洲的巨型動物群同滅絕。研究推測，牠們對大型獵物的高度依賴可能是造成滅絕的主因之一。此外，氣候變遷、與其他掠食者的競爭，或多種因素交互影響也可能加速了牠們的消失。化石證據顯示，恐狼最晚生存至約1萬年前。

## 分類學

#### DNA證據
DNA分析研究顯示恐狼來自美洲古老的演化支，與現存的犬科為兩獨立的支序。
1992年曾經試圖從恐狼亞種（A. d. guildayi）的化石樣本上抽取粒線體DNA以比較其與其他犬科物種的親緣關係，然而這些來自拉布雷雅瀝青坑的樣本由於焦油黏著的關係，最終並無法成功地抽取到DNA。2014年也曾嘗試從瀝青坑中哥倫比亞猛獁的樣本身上抽取DNA，同樣以失敗告終，結論是這些來自瀝青坑的化石，其內部都已經被瀝青等有機物質滲透，阻礙了DNA的抽取。
2021年，研究者對5具出土於13,000年至50,000年前的恐狼化石進行了DNA測序。發現恐狼與其他似狼的犬科的最近共同祖先出現於570萬年前，也因此恐狼與現存灰狼形態學上的高度相似可能僅是高度的趨同演化。似狼犬科傳統上均有雜交的紀錄，但研究顯示這5隻恐狼個體並沒有與灰狼、郊狼、或是牠們的共同祖先有任何的基因混合。這也證實了恐狼是獨立於其他似狼犬科的演化支。
該研究提出，自570萬年前恐狼與其他似狼犬科分家後，就在美洲獨立演化，並產生了生殖隔離。而灰狼、郊狼、豺、以及已滅絕的異豺則是於晚更新世時才從歐亞大陸遷移至北美洲，也因此並無法與恐狼發生雜交。長期獨力演化的恐狼演化支也代表著，其他早期發現於美洲的安布魯斯特狼（C. armbrusteri）與愛德華狼（C. edwardii）可能也屬於同一演化支。總結該研究，恐狼不再屬於犬屬（Canis），而是屬於獨立的恐狼屬，採用先前研究所提出的學名Aenocyon。

## 化石紀錄

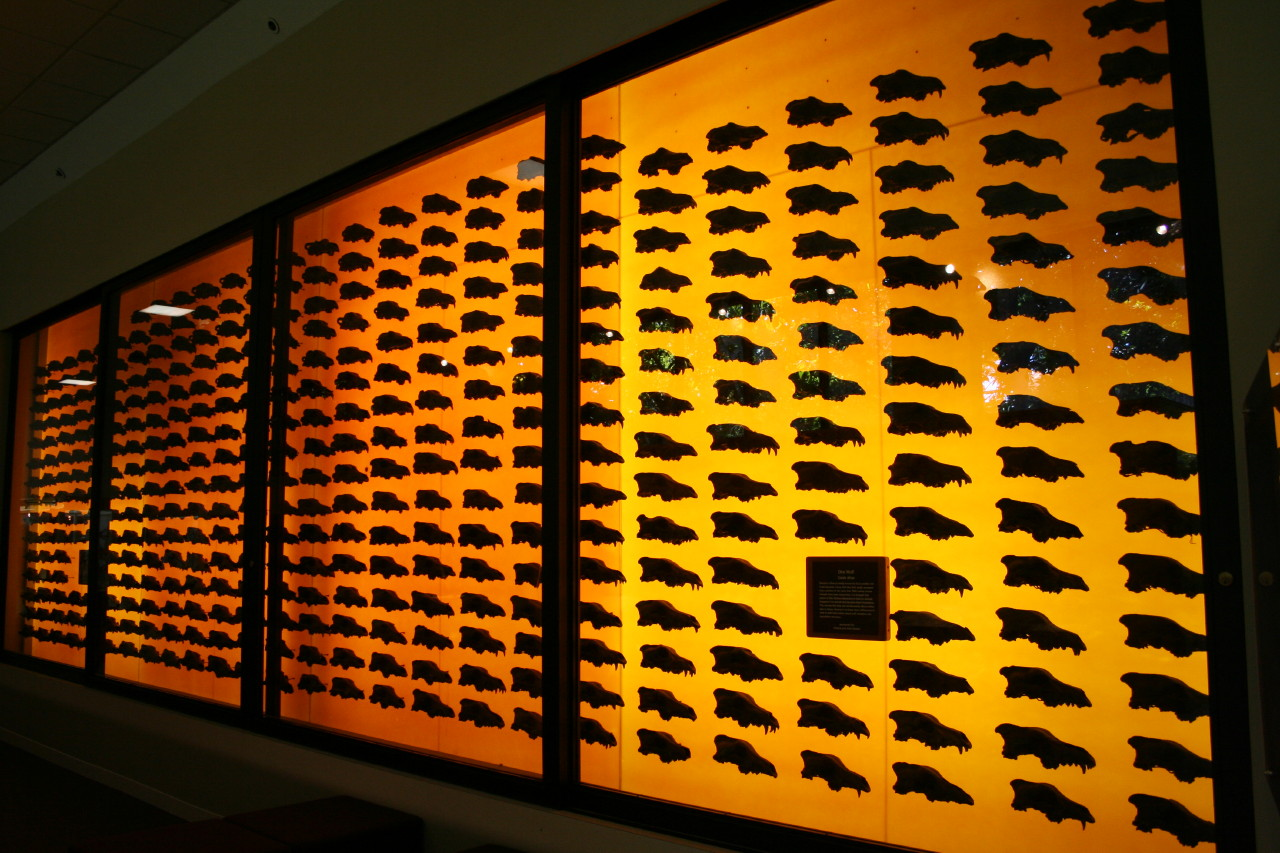
在拉布雷亞瀝青坑中發現的404具恐狼頭顱骨。

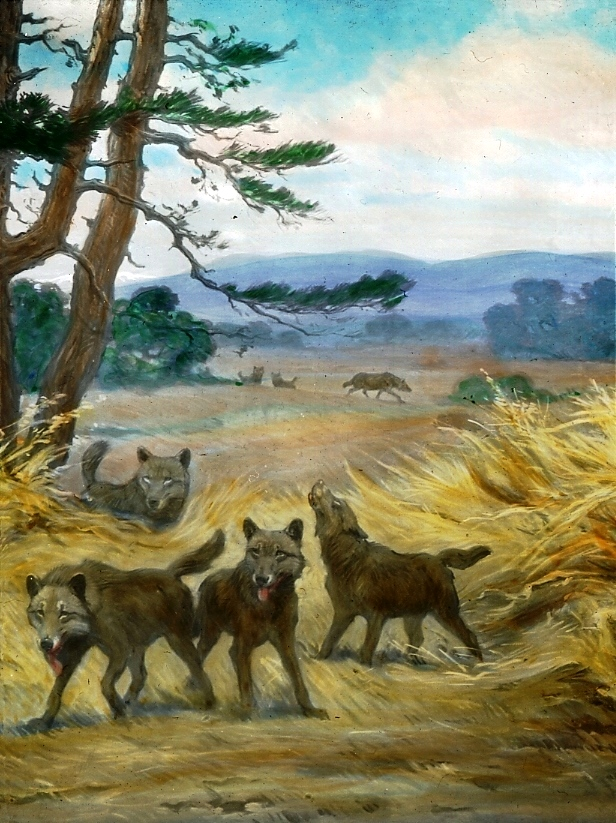
想像圖

在拉布雷亞瀝青坑中，恐狼的數目非常之多，總數超過3600頭，比所有其他的哺乳動物更多。由此可見，恐狼可能像現今的狼或狗般是群體獵食的，並且得知當時物種在接近滅絕時所承受的壓力。

## 埃文斯維爾恐狼
於1854年夏季當俄亥俄河的水位較低時，在美國印第安納州埃文斯維爾發現了恐狼的模式標本。這個標本是一個化石化的顎骨，由Joseph Granville Norwood博士從Francis A. Linck處獲得。他把這個標本交予約瑟夫·萊迪（Joseph Leidy）研究，萊迪確定這個標本屬於狼的一個已滅絕物種，並於1854年發表。於1858年的文獻中，萊迪將這個標本命名為恐狼。
Norwood博士在交予約瑟夫·萊迪恐狼標本的信中提及另有一個標本已交回Linck處，但因Linck已於1854去世，故未能確定。這封信及恐狼的模式標本現今存放在費城自然科學院。

## 描述

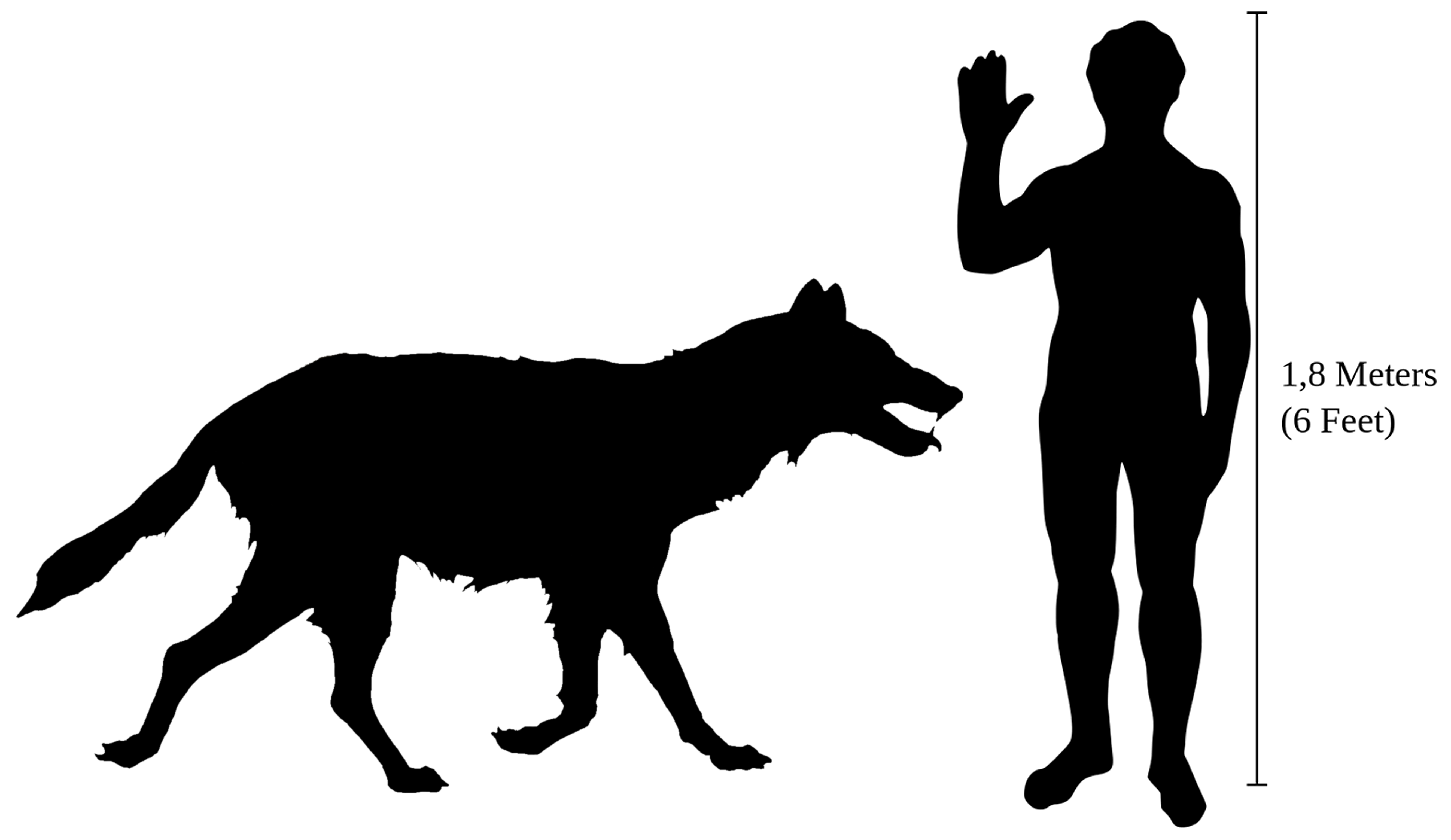
恐狼與人的體型對照圖

恐狼是目前已知體型最大的犬屬:52。牠們的身形比例類似於兩種現存於北美洲的狼：阿拉斯加內陸狼（Canis lupus pambasileus）以及馬更歇狼（Canis lupus occidentalis）。現存體型最大的狼肩高約 97 cm（38英寸），體長約 180 cm（71英寸）:1。一些拉布雷亞瀝青坑出土的樣本小於這個體長，但也有大於這個體長的樣本。
和同體型大小的北方狼做為比較，恐狼具有較小的腳掌以及較大的頭顱。頭顱的長度可超過 310 mm（12英寸），具有較寬的齶、額骨與顴弓，更高聳的矢狀嵴，這讓恐狼的頭顱看起來特別巨大。

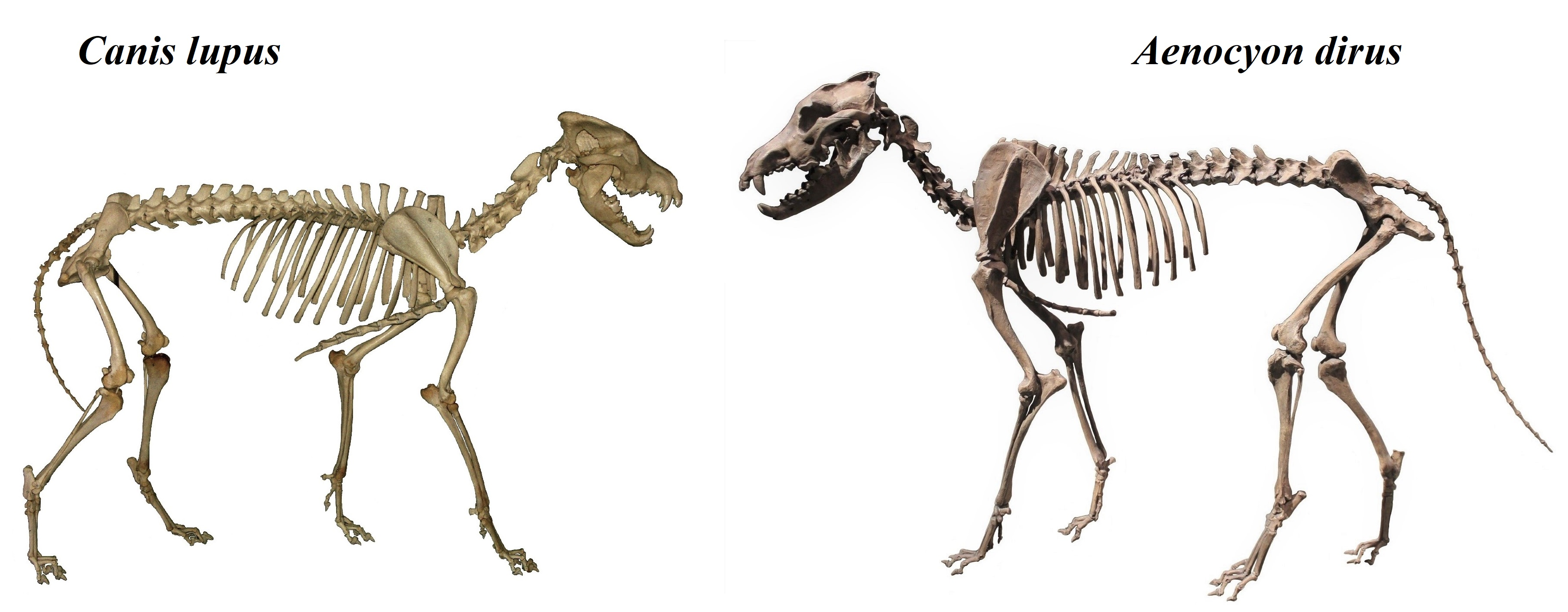
灰狼（左）與恐狼（右）的骨架對照圖

C. d. guildayi 的體重估計平均約 60（130磅），而 C. d. dirus 的體重則估計平均約 68（150磅） ，且有更大型的個體存在，但由於骨架限制因此不會超過 110（240磅）。相比之下，阿拉斯加內陸狼雄性體重平均為 43（95磅），雌性則為 37（82磅）。體重的範圍大致在 21（46磅） 至 55（121磅） 之間，最高紀錄可達到 79.4（175磅）:1。恐狼的平均體型大約與灰狼的最大體型相近似。
完整的雄性恐狼化石辨識度十分高，因為其具有和其他犬科外型差異甚大的陰莖骨。

## 滅絕及物種復現嘗試
在約12,700年前發生的第四紀滅絕事件中，體重超過44公斤的哺乳動物中有多達90個屬滅絕。包括大型食肉動物與食腐動物在內的掠食者也隨之消失，科學界普遍認為這與牠們賴以為生的巨型草食動物相繼滅絕有關。由於目前仍對恐狼的生物地理分布、與其他物種之間的互動關係及牠們對環境變遷的反應所知甚少，有研究指出，針對恐狼的滅絕，應同時考慮多種可能的理論。
來自古DNA與碳十四數據的證據顯示，在滅絕過程中，不同地區的本地族群或被其他族群取代，或是由同屬物種接替其生態位。北美洲的恐狼與白令狼雙雙滅絕，只剩下體型較小、食性較雜的現代灰狼存活下來。部分研究推測，灰狼與郊狼之所以能倖存，可能是牠們具有與其他犬科動物（如家犬）雜交的能力，進而獲得對新疾病的抵抗力，而這正是恐狼因生殖隔離而無法取得的關鍵優勢。2023年的研究還指出，來自拉布雷亞瀝青坑的恐狼與劍齒虎標本，關節表面出現大量亞軟骨缺陷，與現代犬類罹患的剝脫性骨軟骨炎類似。由於這種疾病常見於近亲繁殖個體，研究人員推測，恐狼在滅絕前可能也因族群瓶頸而產生遺傳問題。不過他們也強調，是否在美洲其他地區亦出現類似情形，仍需更多研究佐證。
目前已知最晚的恐狼化石來自加州拉布雷亞瀝青坑，經放射性碳校正後的年代為距今約11,581 ± 3,768年。此外，在密蘇里州布恩縣的Brynjulfson洞穴所發現的化石，未校正的放射性碳測定結果為距今約9,440年；而在加州Rancho La Brea和拉米拉达地區，也發現了距今約9,860年與10,690年的樣本。在亞利桑那州白水溪的某些化石，甚至有約8,200年的測年結果，但有學者對使用骨碳酸鹽進行碳定年表示質疑。在南美洲，秘魯塔拉拉的恐狼遺骸年代約為9,030 ± 240年，而阿根廷盧漢地區所發現的“C. nehringi”樣本則早於該遺址最年輕的地層，約為10,000至11,000年前。

### 羅慕路斯、雷穆斯和卡麗熙
2025年4月，生物工學公司Colossal Biosciences宣布，透過基因工程與克隆技術，成功誕生了三隻經過基因改造的狼幼崽，包括兩隻六個月大的雄性羅慕路斯（Romulus）與雷穆斯（Remus），以及一隻兩個月大的雌性卡莉熙（Khaleesi）。
Colossal的研究人員分析了兩組古代恐狼樣本的基因組，分別來自一顆距今約13,000年的牙齒與一塊72,000年前的耳骨。他們將這些基因與現代灰狼進行比對，確認導致恐狼外型特徵的基因差異，並針對灰狼基因組進行修改以重現恐狼的表徵。這項工程雖未直接將古代DNA片段植入灰狼基因中，但Colossal宣稱這些關鍵的基因編輯，足以讓這些幼狼具備恐狼的表型特徵。
與傳統複製技術相比，這項研究採取了相對溫和的方式。研究團隊從灰狼血液中分離出EPC細胞，針對細胞核內的14個關鍵基因進行改寫，使其表現出恐狼的20項特徵。經過基因修改後，科學家共製造出45顆受精卵，其中部分成功發育為胚胎，並植入兩隻混種母犬體內。每位代理母犬皆成功孕育出一胎，羅慕路斯與雷穆斯於2024年10月出生，懷孕期為65天。隨後，透過計劃性的剖腹生產手術，第三隻幼狼卡莉熙也順利誕生。

## 另見
- 洞狼（英语：Cave wolf）
- 全新世滅絕的北美動物列表（英语：List of North American animals extinct in the Holocene）
- 羅慕路斯、雷穆斯和卡麗熙

## 外部連結
- Information on the dire wolf from the Illinois State Museum （页面存档备份，存于）
- Return to the Ice Age: The La Brea Exploration Guide
- 狼的演化進程
- National Academy of Sciences: dire wolf
- WolfSource （页面存档备份，存于）
- 恐狼歷史（页面存档备份，存于）